# آن ماریون
آن ماریون (فرانسوی: Anne Marivin‎؛ زادهٔ ۲۳ ژانویهٔ ۱۹۷۴) هنرپیشه اهل کشور فرانسه است. وی از سال ۱۹۹۴ تاکنون در بیش از پنجاه فیلم سینمایی و سریال بازی کرده است. از فیلم‌هایی که وی در آنها نقش داشته‌است می‌توان به دروغ‌های سفید کوچک، کارگزار مرا خبر کنید!، اگر من یک مرد ثروتمند بودم و به استیکز خوش آمدید اشاره کرد.